# Leopoldina Ferreira Paulo
Leopoldina Ferreira Paulo (Porto, 12 de janeiro de 1908 – 1996) foi uma antropóloga e professora universitária portuguesa. Foi a primeira mulher doutorada pela Universidade do Porto, em Portugal.

## Biografia
Leopoldina Ferreira Paulo nasceu na freguesia da Vitória, na cidade do Porto em 1908. Concluiu o Curso Complementar dos Liceus (Ciências) no Liceu Carolina Michaëlis em 1928, e obteve o Prémio Carolina Michaëlis. Foi aluna da Faculdade de Ciências da Universidade do Porto entre 1928 e 1933, no curso de licenciatura em Ciências Histórico-Naturais, que concluiu com a classificação de 16 valores. No ano letivo de 1934–1935 foi aluna do curso de Ciências Pedagógicas da Faculdade de Letras da Universidade de Coimbra, que viria a concluir com 15 valores.
Leopoldina Paulo foi a primeira mulher doutorada pela Universidade do Porto, tendo defendido em 23 de novembro de 1944 a sua tese intitulada "Alguns caracteres morfológicos da mão nos portugueses". O trabalho, do programa doutoram em Ciências Biológicas, foi apresentado à Faculdade de Ciências. A 14 de junho de 1945 recebeu as insígnias doutorais.
Lecionou no ensino secundário público e privado, no Porto, antes da conclusão do doutoramento. No ensino superior foi assistente em 1945, sendo em 1970 professora auxiliar, e no ano seguinte professora agregada além do quadro; em 1972, professora extraordinária do 3.º grupo da 3.ª secção e em 1975 professora extraordinária, até à aposentação no ano seguinte.
Leopoldina Paulo fez investigação antropológica sobre os povos das ex-colónias, sob a direção de António Mendes Correia. Realizou viagens de estudo a museus na Bélgica, Alemanha e França, entre 1936 e 1939. Participou na Missão Antropológica e Etnológica da Guiné (1946–1947) e nos trabalhos do Gabinete do Centro de Antropologia da Junta do Ultramar. Foi bolseira do Instituto de Alta Cultura entre 1958 e 1959 e do Institut für Humangenetik da Universidade de Münster. Foi também bolseira do Instituto de Cultura Alemã (1969), do Zoologisches Staatsinstitut und Zoologisches Museum, em Hamburgo, na Alemanha. Em 1969 estagiou nos institutos de Zoologia de Paris e de Hamburgo.
Leopoldina Ferreira Paulo publicou numerosos trabalhos científicos no âmbito do Centro de Estudos de Etnologia do Ultramar, da Junta de Investigações do Ultramar e da Sociedade Portuguesa de Antropologia e Etnologia. Foi membro da Sociedade Portuguesa de Antropologia e Etnografia e da Sociedade Portuguesa de Ciências Naturais.
A partir de 1954, dirigiu o Centro Universitário Feminino da Mocidade Portuguesa.
Morreu em 1996.

## Investigação científica e publicações
- Contribuição para o estudo da pigmentação dos portugueses. 1940.
- Restos humanos pré-históricos do Monte de Pedrogal. 1940.
- Alguns caracteres morfológicos da mão nos portugueses. 1944.
- Prognatismo e capacidade craniana no homem. 1944.
- Os tipos constitucionais e as profissões. 1950.
- Corpulência, volume e constituição em português. 1957.
- Impressões digitais nos indígenas da Guiné portuguesa. 1957.
- Contribution à l’étude des ostracodes du Portugal: note sur une nouvelle espéce du genre Herpetocypris. 1969.
- Alguns caracteres descritivos dos cabindas e Angolas. 1970.

## Ligações Externas
- Universidade do Porto | Leopoldina Ferreira Paulo: um retrato para a história